# Ivan Macher
Ivan Macher, slovenski profesor, planinec in naravoslovec, * 25. avgust 1857, Škofja Loka, † 11. marec 1919, Ljubljana.

## Življenje in delo
Gimnazijo je obiskoval med 1869 in 1877 v Ljubljani, nato je študiral na Dunaju prirodopis, matematiko in fiziko. Izpit je naredil leta 1885. Med letoma 1882 in 1884 je bil suplent na nižji gimnaziji v Kranju. Nato se je preselil v Trst, kjer je najprej v letih 1885 in 1886 opravljal preizkusno dobo, potem pa bil tamkaj med letoma 1886 in 1891 suplent. Potem je delal do leta 1895 na gimnaziji v Kotorju. Leta 1895 je bil imenovan za glavnega učitelja na učiteljišču v Ljubljani. Leta 1906 je postal profesor na II. državni gimnaziji v Ljubljani. V letih 1906–07 je dobil dopust, da je sestavil učbenike za pouk živalstva in rastlinstva za nižje razrede srednjih šol. Leta 1907 je postal začasni vodja in profesor na mestnem dekliškem liceju v Ljubljani. Med letoma 1896-1907 je bil član izpraševalne komisije za ljudske in meščanske šole.
Bil je navdušen planinec. Od leta 1896 dalje je bil blagajnik Slovenskega planinskega društva in nekaj časa tudi društveni podpredsednik.
Pisal je učbenike in članke za Planinski vestnik in Izvestja liceja v Ljubljani. 